# 洪特淖日
洪特淖日也作洪特、洪特湖，是一个位于中国内蒙古自治区呼伦贝尔市新巴尔虎左旗阿木古郎镇境内的湖泊，地处阿木古郎镇政府驻地（县城）东北约14千米。湖面海拔670米，湖长2.2千米，最大宽1.3千米，平均宽0.9千米，面积2.0平方千米。该湖的沉积物主要为天然碱。洪特淖日在蒙古语中的意思是鸿雁栖息的湖。
2019年新巴尔虎左旗公布的湖泊管理范围划定成果中，洪特湖管理范围边界线全长3.77千米，湖片管理范围面积为0.72平方千米。